# Bonnie Aarons
Bonnie Aarons est une actrice américaine née le 9 septembre 1960 connue pour son rôle de nonne démoniaque dans les films Conjuring 2 : Le Cas Enfield et La Nonne.

## Carrière
Aarons, passionnée depuis toujours par la comédie, étudie les arts du spectacle à New York. Là-bas, beaucoup lui disent qu'elle n'arrivera jamais à devenir actrice du fait de son apparence, notamment son nez bossu. 
Elle trouve malgré tout du travail en Europe en tournant des courts-métrages et des films publicitaires. Elle tourne son premier film américain 1994 avec Exit to Eden, où elle incarne une prostituée. 
Aarons a également joué des petits rôles dans plusieurs films d'horreur, tels que I Know Who Killed Me, Drag Me to Hell et Mulholland Drive. Son rôle de nonne possédée par le démon Valak dans The Conjuring 2 lui permet d'être connue d'un plus large public. À ce sujet, l'actrice déclare au Coma Music Magazine : "Je suis allé à l'audition et j'ai été prise. Tourner le film a été vraiment amusant. J'aime divertir les gens et je crois que Valak et sa nonne ont su le faire de par leur présence effrayante." Aarons reprendra son rôle dans le spin-off du film, La Nonne, dans lequel l'actrice américaine Taissa Farmiga incarnera une novice.
En 2011, Aarons remporte le prix du Action on Film International Film Festival.

## Filmographie

### Cinéma
- 1994 : Exit to Eden : Une prostituée
- 1995 : Caged Heat 3000 : Mac
- 1996 : Escroc malgré lui : La femme prophète
- 2001  : Mulholland Drive : La vagabonde
- 2001 : Princesse malgré elle : Joy Von Troken
- 2001 : L'Amour extra-large : L'amie spastique #1
- 2003 : Specter's Rock : Verna Frenz
- 2004 : Un mariage de princesse : Joy Von Troken
- 2006 : Petits suicides entre amis : L'adoratrice du Messie
- 2007 : I Know Who Killed Me : Teena
- 2008 : One, Two, Many : La femme dans la salle de bains
- 2008 : Hell Ride : Mud Devils Ref
- 2009 : Jusqu'en enfer : La mère gitane
- 2010 : Fighter : Bonnie
- 2010 : Valentine's Day : La femme étrange
- 2012 : Happiness Therapy : Rosalie D'Angelo
- 2015 : L'amour par accident : Une journaliste
- 2016 : Conjuring 2 : Le Cas Enfield : La Nonne démoniaque / Le démon Valak
- 2017 : Spreading Darkness : Gertrude
- 2018 : La Nonne : La Nonne démoniaque  / Le démon Valak
- 2018 : Wizardream : La vieille femme
- 2018 : Adi Shankar's Gods and Secrets : Une actrice
- 2021: Jakob's Wife : The Master
- 2023 : La Nonne 2 : La Nonne démoniaque  / Le démon Valak